# Kennst du das Land… Eine politische Revue
 Kennst du das Land… Eine politische Revue ist ein Dokumentarfilm des DEFA-Studios für Dokumentarfilme aus dem Jahr 1979.

## Handlung
Eingebettet in die Anfangs- und Schlussbilder, die optisch attraktive Luftaufnahmen von Landschaften und Bauten der DDR zeigen und als Heimat erlebbar machen sollen, stehen vornehmlich Ausschnitte aus alten Wochenschauen, Spielfilmen und Fernsehfilmen, in denen wesentliche Momente und Ereignisse tiefgreifender gesellschaftlicher Veränderungen und historischer Umwälzungen erfasst werden. Also Ausschnitte aus solchen frühen DEFA-Filmen wie Grube Morgenrot, Unser täglich Brot und Schlösser und Katen und Fernsehproduktionen wie Wege übers Land, Die Aula und Krupp und Krause, und dieses Material gewinnt in solcher Kombination auch eine dokumentarische Qualität. Auch sind mehrere Filmausschnitte zu sehen, deren Handlungen vor der Gründung der DDR lagen (Die Unbesiegbaren, Stärker als die Nacht, Der Untertan sowie Mutter Krausens Fahrt ins Glück). Aber auch Dokumentarfilm-Archivmaterial und Trickfilmsequenzen sind zu sehen. Diese Ausschnitte sprechen für sich selbst, sie bedürfen nicht der Erklärung, und so ist denn auch auf eine Kommentierung völlig verzichtet worden.
Die Zusammenschnitte die nicht auf die Totalität der Ereignisse und nicht auf eine lückenlos kontinuierliche Chronologie abzielen, sind ergänzt durch Lieder, nach Texten von Bertolt Brecht, Wolfgang Langhoff und Gerd Kern. Die Musikbegleitung kommt von der Gruppe Lift. Die Verbindung der einzelnen Abschnitte wird durch Auftritte der Sänger und Schauspieler Sabine Fehse, Ruth Hohmann, Rolf Ludwig und Wolfgang Protze gestaltet.

## Produktion
Kennst du das Land… Eine politische Revue  wurde von der Künstlerischen Arbeitsgruppe „futurum“ unter dem Arbeitstitel „Rote Revue“, anlässlich des 30. Jahrestages der DDR, auf ORWO-Color gedreht und hatte am 2. Juni 1979 im Berliner Kino International Premiere. Die Erstausstrahlung im Fernsehen der DDR erfolgte am 19. Oktober 1979 im 2. Programm.

## Kritik
Horst Knietzsch meinte im Neuen Deutschland, dass dieser Film eine kurzweilige Aufforderung an den Zuschauer ist, über ein außergewöhnliches Kapitel deutscher Geschichte nachzudenken und es nicht nur retrospektiv mitzuerleben.
Das Lexikon des internationalen Films ist der Meinung, dass der Film wenig hinterfragt und Konfliktstoffe vermeidet.